# Kouoro
Kouoro is een gemeente (commune) in de regio Sikasso in Mali. De gemeente telt 15.100 inwoners (2009).
De gemeente bestaat uit de volgende plaatsen:
- Katierla
- Koumbala
- Kouoro
- Makono
- Sokourani
- Sougoula